# Ludvík Planěk
Ludvík Planěk (uvádí se také jako Ludvík Pláněk; 1915, Sudice – 1943, Indie) byl český zámečník a voják.

## Biografie
Ludvík Planěk se narodil v roce 1915 v Sudicích, jeho otcem byl horník. Ludvík Planěk nastoupil do zámečnického učení a po vyučení nastoupil do Zbrojovky Brno, následně přešel do Dubnice nad Váhom, kde se usadil a oženil se. Po začátku světové války odešel přes Balkán na Střední východ a následně do Velké Británie, kde vstoupil do československé armády. Jako odborník na zbrojní výrobu byl vyslán do indického města Hajdarabádu, kde pracoval v továrně na výrobu zbraní. V Indii pak roku 1943 zemřel při nehodě na motocyklu.
Jeho jméno je uvedeno na pomníku obětem z řad zaměstnanců Zbrojovky v Brně.